# Artemisia baimaensis
Artemisia baimaensis — вид квіткових рослин з родини айстрових (Asteraceae). Поширення: Китай (Цінхай). Населяє лісові узлісся.

## Біоморфологічна характеристика
Це напівкущик заввишки ≈ 60 см або більше, сильно розгалужені, густо сіро запушені або павутинисто запушені. Середнє та верхнє стеблове стеблове листя: ніжка 3–5 мм; листова пластинка яйцеподібна, 3–4 × 2–2.5 см, рідко залозисто-крапкова, 2- або 3-перисторозсічена; сегменти 3 або 4 пари; часточки 3 або 4 пари; зубці дрібні, еліптичні, 3–5 × 1–2 мм; рахіс вузькокрилий. Листоподібні приквітки 1- або 2-перисторозсічені. Синцвіття — широка волоть. Квіткові голови численні. Обгортка широкояйцеподібна, 2.5–3 мм у діаметрі; філарії сіро павутинисто-запушені. Крайових жіночих квіточок 5–8. Дискових квіточок 8–15, двостатеві. Сім'янка еліпсоїдно-яйцеподібна або еліпсоїдно-оберненояйцеподібна. Цвітіння та плодіння: серпень — жовтень.